# Balanophyllia europaea
Balanophyllia europaea е вид корал от семейство Dendrophylliidae.

## Разпространение и местообитание
Видът е разпространен в Албания, Алжир, Гибралтар, Гърция, Египет, Израел, Испания, Италия, Кипър, Либия, Ливан, Малта, Мароко, Монако, Сирия, Словения, Тунис, Турция, Франция и Хърватия.
Среща се на дълбочина от 5,5 до 28,5 m, при температура на водата от 16,3 до 19,2 °C и соленост 37,5 – 38 ‰.